# OS/400
L'OS/400 és un sistema operatiu utilitzat en la línia de miniordinadors AS/400, actualment servidors Power Systems d'IBM. El sistema operatiu OS/400 va aparèixer al mercat el 1988 alhora que la línia de miniordinadors AS/400, anomenats servidors midrange en l'argot d'IBM. Posteriorment va passar a anomenar-se i5/OS el 2004, i més tard el nom es va canviar a IBM i el 2008 quan es van introduir els sistemes Power d'IBM.
L'OS/400 es va desenvolupar juntament amb la plataforma de maquinari AS/400 a partir del desembre de 1985. El desenvolupament va començar després del fracàs del projecte Fort Knox, que va deixar IBM sense un sistema de gamma mitjana competitiu. Durant el projecte Fort Knox, uns enginyers van iniciar un projecte skunkworks a Rochester, que van aconseguir desenvolupar un codi que permetia que les aplicacions System/36 s'executessin sobre el System/38, i quan Fort Knox va ser cancel·lat, aquest projecte va evolucionar cap a un projecte oficial per substituir tant el System/36 com el System/38 amb una única nova plataforma de maquinari i programari. El projecte va passar a ser conegut com a Silverlake (anomenat així pel llac Silver Lake de Rochester, Minnesota).
L'OS/400 té subsistemes incorporats que li permeten executar aplicacions dels sistemes /3x d'IBM en el maquinari de l'AS/400 de forma nativa o bé modificat. En les últimes versions també poden executar-se aplicacions AIX (mitjançant PASE) i instal·lar-se Linux en particions lògiques (LPAR).